# SN 1962I
SN 1962I – supernowa typu I odkryta 18 maja 1962 roku w galaktyce MCG +05-31-112. Jej maksymalna jasność wynosiła 16,60m.